# La ginestra
La ginestra o Il fiore del deserto è la penultima lirica di Giacomo Leopardi, scritta nella primavera del 1836 a Torre del Greco nella villa Ferrigni e pubblicata postuma nell'edizione dei Canti nel 1845.

## Descrizione

### Prima strofa

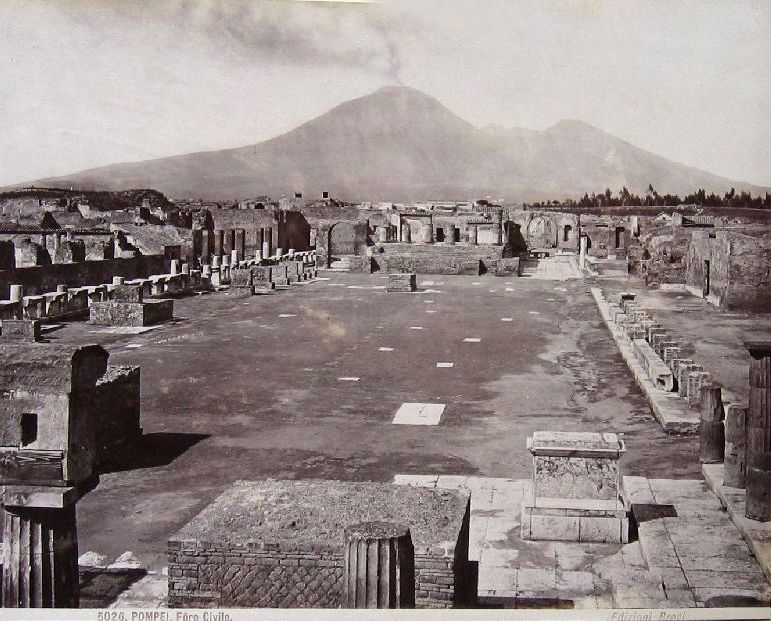
Foto di Giorgio Sommer raffigurante gli scavi di Pompei.

(La ginestra, vv. 29-32)

#### «E gli uomini vollero / piuttosto le tenebre che la luce»
A epigrafe del componimento, quindi prima del suo effettivo inizio, Leopardi colloca una citazione del Vangelo di Giovanni:
(Gv, III, 19)
La citazione, tuttavia, è dolentemente ironica, e rovescia in senso anticristiano il significato originario attribuito da Giovanni, secondo cui la «luce» (phos) coincideva con la parola di Dio. L'ateo Leopardi, al contrario, impiega questa citazione per sottolineare la difficoltà con la quale la verità riesce a rivelarsi tra gli esseri umani, che - barricati dietro a concezioni spiritualistiche e ottimistiche, fiduciose e un po' ottuse - preferiscono rifugiarsi in opinioni false e rassicuranti (le «tenebre») piuttosto che prendere consapevolezza della propria tragica condizione esistenziale (la «luce»). Come sottolineato dal critico Romano Luperini, «gli uomini [...] preferiscono illudersi di cose false (le tenebre) e consolatorie piuttosto che prendere coscienza di cose vere (la luce), ma dolorose»: le tenebre, in particolare, appartengono a «tutte le illusioni, religiose o laiche, che allontanano da questa presa di coscienza dolorosa, ma necessaria».

#### Versi 1-51
(Incipit)

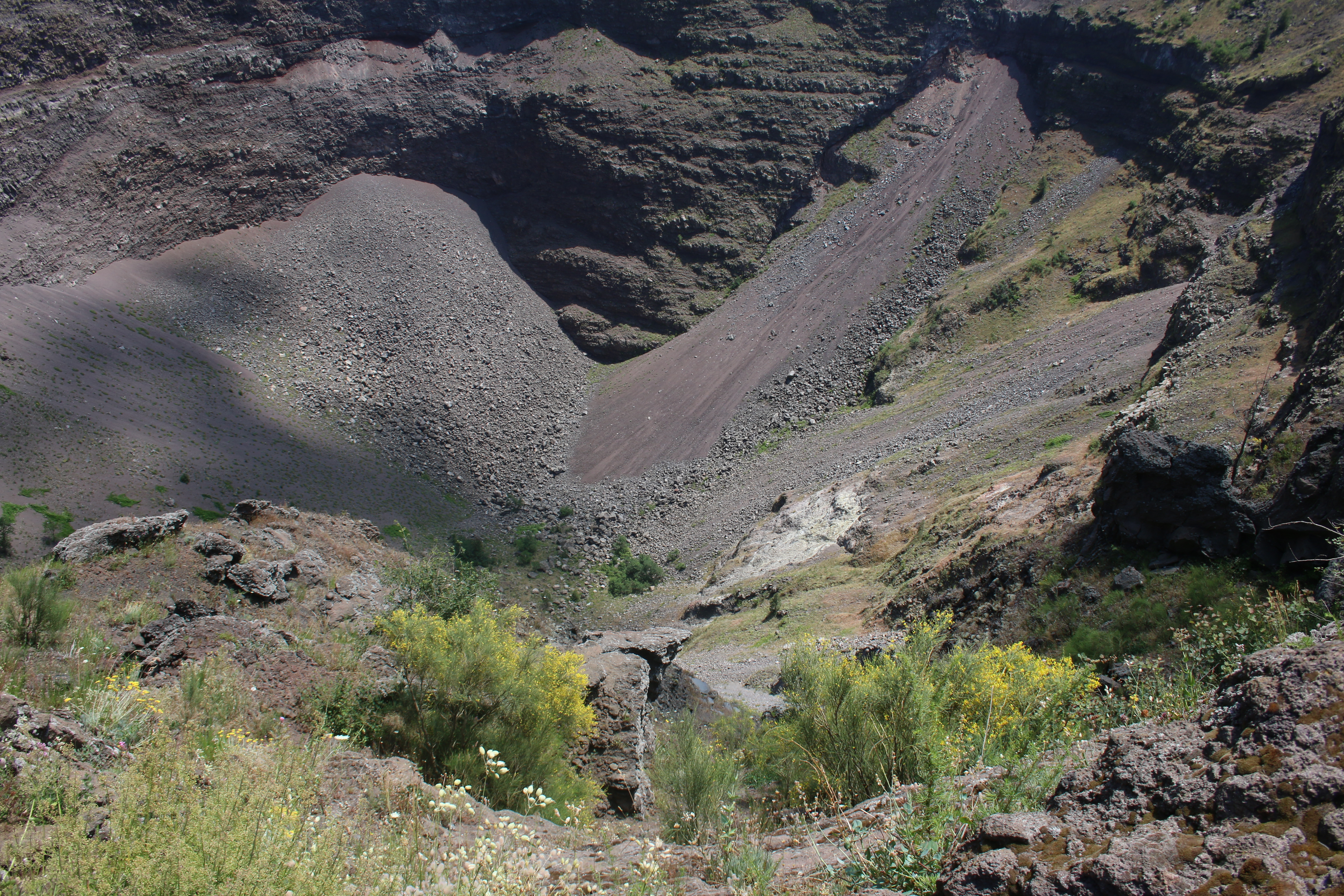
Piante di ginestra fotografate sul Vesuvio

La ginestra si apre con la descrizione delle pendici del Vesuvio, il vulcano che nel 79 d.C. eruttò seminando distruzione e morte dove un tempo sorgevano ville, giardini e città grandi e prosperose (l'allusione è a Pompei, Ercolano, Stabia... ): il carattere intimidatorio e minaccioso del Vesevo è sottolineato dagli aggettivi «sterminator» e «formidabile», che in questa poesia mantiene la propria etimologia latina (da formido, «spavento»). Si tratta, questo, di un paesaggio desolato e privo di vegetazione, rallegrato esclusivamente da una ginestra che, contenta di fiorire nel «deserto» vesuviano, esala al cielo un soave profumo che addolcisce un po' la desolazione di quel luogo arido e solitario.
Da questo momento in poi il poeta si rivolge alla ginestra, che diventa l'interlocutrice privilegiata del suo discorso poetico: abbandonandosi al ricordo, Leopardi comunica al fiore di averlo già visto nelle campagne deserte («erme contrade») che cingono la città di Roma, antica potenza poi tramontata definitivamente («donna», dal latino domina, ossia padrona). Così come il «fior gentile», pur avendo coscienza della propria fragilità, non si sottrae al proprio destino, il poeta di Recanati è consapevole della sua piccolezza materiale nei confronti delle forze poderose e sterminatrici della Natura. La prima strofa si conclude con una virulenta polemica verso tutti coloro che, esaltando la condizione umana e il progresso, credono che la Natura sia amica dell'uomo. A loro rivolge un amaro invito a visitare le aride pendici del Vesuvio, così da poter vedere con i propri occhi come il genere umano stia a cuore alla natura amorosa, che in quei luoghi deserti descrive «le magnifiche sorti e progressive» (v. 51). Queste parole sono presenti in corsivo nell'autografo e sono polemicamente riprese come iperbato di una frase di Terenzio Mamiani, cugino di Leopardi, che le aveva scritte nei suoi Inni Sacri. Mamiani era un patriota risorgimentale imbevuto di spiritualismo ottimista e confidava ciecamente nel progresso scientifico e spirituale degli uomini: Leopardi, al contrario, ritiene che il progresso scientifico, per quanto ineluttabile, non è per forza accompagnato dall'avanzamento dell'arte. Il verso, pertanto, denota un'ironia caustica e sottile nei confronti di coloro che scioccamente credono nell'automatica reciprocità tra felicità e progresso senza rendersi conto delle minacciose forze naturali che lo sovrastano.

### Seconda e terza strofa
(La ginestra, vv. 212-226)

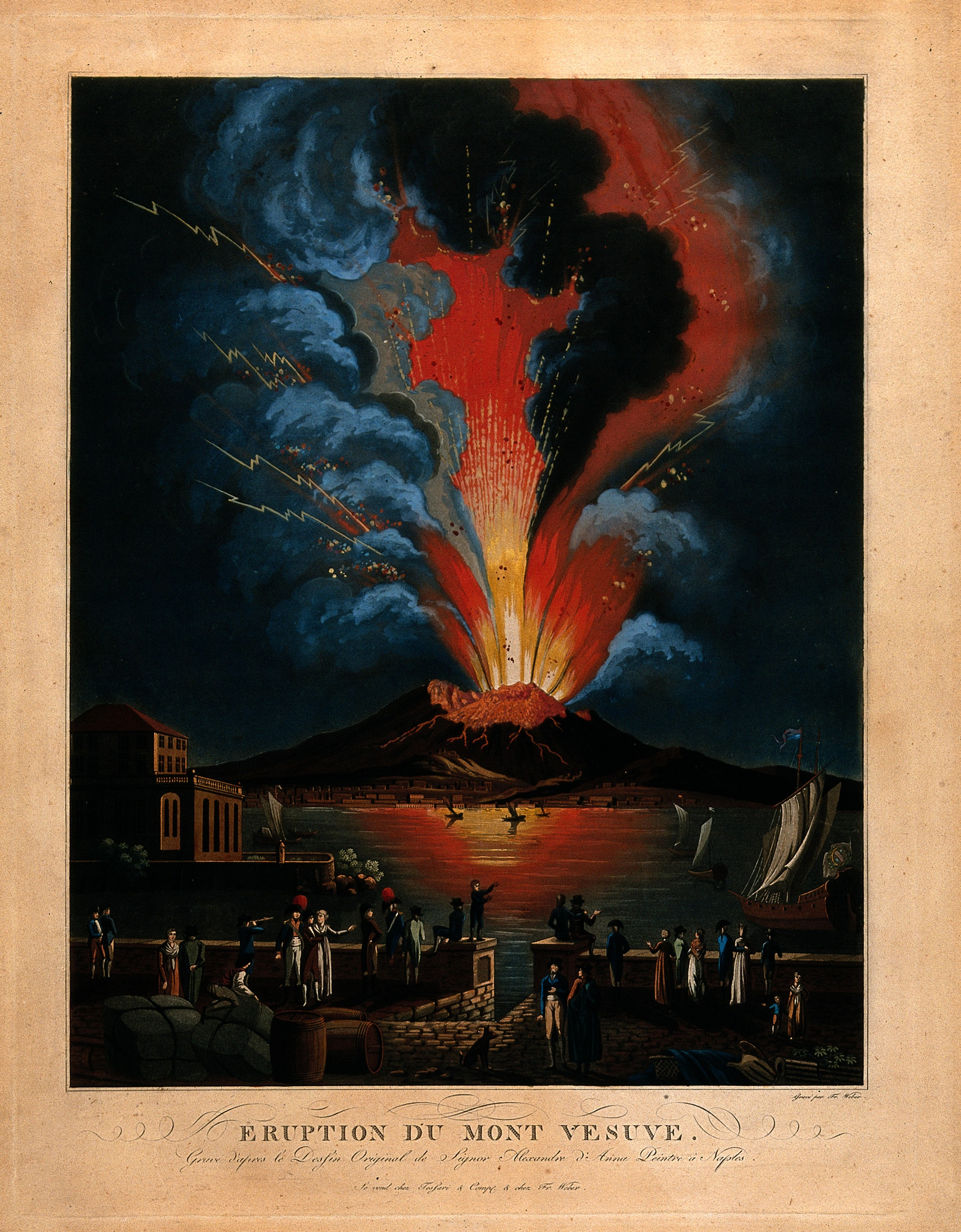
Dopo Alessandro d'Anna, Eruzione notturna del Vesuvio.

Nella seconda strofa Leopardi prosegue la sua polemica contro lo spiritualismo ottocentesco, «secol superbo e sciocco» (v. 53) perché dotato di una componente irrazional-spiritualistica con la quale avrebbe rinnegato la filosofia materialista dell'Illuminismo; era proprio grazie alle acquisizioni del pensiero settecentesco che l'uomo era riuscito a sfuggire alle barbarie e alle superstizioni del Medioevo. Leopardi prende orgogliosamente le distanze dal nuovo spiritualismo romantico, e condanna con acuto disprezzo tutti coloro che predicano quelle dottrine di matrice provvidenzialistica e ottimistica. In particolare è stato notato un riferimento diretto ai pensieri sulla natura degli illuministi atei Diderot e barone d'Holbach, e alla seconda fase della riflessione di Voltaire, in cui il filosofo illuminista, in conseguenza del terremoto di Lisbona del 1755 e della guerra dei sette anni, rigetta l'ottimismo acritico di Leibniz che lo aveva precedentemente caratterizzato in opere giovanili avvicinandosi alla filosofia del disastro e un ottimismo razionale.
Nella terza strofa Leopardi definisce la vera nobiltà spirituale introducendo la figura di un uomo magnanimo ed elevato d'animo (un vago riferimento a uno degli "elogi di Epicuro" contenuti nel De rerum natura di Lucrezio) che, senza vergognarsene, non nasconde la propria fragilità e riconosce con dignità l'infelicità che caratterizza la condizione umana. Quest'«uom [...] dall'alma generoso ed alto» è contrapposto infine a uno «stolto» (v. 99) che, in preda a un orgoglio fetido, fastidioso, quasi perverso, vive di false illusioni e si aspetta un avvenire pieno di straordinarie felicità. Sono a giudizio del poeta illusioni vacue e nauseanti, tanto che nello Zibaldone leggiamo:
Quello di Leopardi è un razionalismo pessimista, che tuttavia non si chiude in una concezione reazionaria alla Hobbes, alla Nietzsche o alla Bauer. Secondo Leopardi l'unica forma di «progresso» possibile consiste nella formazione di una confederazione degli uomini che, pur nell'infelicità, si sostengono reciprocamente per lottare contro il vero nemico, cioè la Natura, «madre di parto [...] e di voler matrigna» (v. 125). Auspicandosi questa «social catena» contro l'«empia natura» Leopardi dà vita alla parte più innovativa della lirica. Alcuni hanno avvicinato questo solidarismo filantropico illuminista alle idee del socialismo utopista, probabilmente forzando il messaggio umanitario di Leopardi in senso politico.

### Quarta e quinta strofa
La quarta strofa ha inizio con la descrizione degli spazi cosmici contemplati da Leopardi quando, nottetempo, egli si siede sulle pendici del Vesuvio, ricoperte da uno strato nero di lava pietrificata. Partecipando all'arcana visione del firmamento stellato, il poeta diviene consapevole della nullità dell'uomo dinanzi alla vastità dell'universo («globo ove l'uomo è nulla, v. 173»), talmente immenso che il pianeta Terra, al confronto, è un «granel di sabbia» (v. 191). Questa contemplazione del cosmo, tutt'altro che idillica, offre al poeta l'opportunità di riprendere la polemica contro le ideologie ottimistiche, che in una visione assurdamente antropocentrica del mondo, ritengono che l'uomo sia stato concepito per dominare l'universo, favorito anche da un fantomatico rapporto privilegiato con le divinità, le quali scenderebbero sulla Terra per conversare piacevolmente con i suoi abitanti e partecipare alle vicende umane. Attonito, il poeta non sa se ridere della sciocca superbia propria del genere umano o commiserare la sua misera condizione («Non so se il riso o la pietà prevale», v. 201).
Nella quinta strofa Leopardi sviluppa un lungo paragone tra gli effetti di un'eruzione vulcanica e la caduta di un frutto su un formicaio. Così come un piccolo frutto, conclusasi la stagione vegetativa, cade dall'albero e devasta le accoglienti abitazioni di una colonia di formiche, così l'eruzione del 79 d.C. con «ceneri, pomici, sassi [e] bollenti ruscelli» (vv. 215, 217) seppellì le fiorenti città di Ercolano e Pompei. Con questo paragone Leopardi riflette sulla potenza distruttrice della natura che, nella sua sostanziale indifferenza per le vicende terrene, non si cura né dell'uomo né delle formiche. Il poeta, in particolare, intende sottolineare l'aspetto meccanicistico della Natura, la quale mira a perpetuare l'esistenza in un lungo processo di nascita, sviluppo e morte senza tuttavia esser guidata da un disegno benevolo volto a rendere felice il singolo, animale o umano che sia. 

### Sesta e settima strofa
Nella sesta strofa Leopardi osserva che sono passati «ben mille e ottocento anni» da quando l'«ignea forza» del Vesuvio distrusse i «popolosi seggi» di Pompei, Ercolano e delle città limitrofe. Eppure l'uomo continua ad abitare quei luoghi, nonostante la palese minaccia vulcanica e il lugubre monito degli scavi archeologici di Pompei, iniziati nel 1748 per volere di Carlo VII di Napoli. Esemplare, in tal senso, è la figura del villanello che, intento a curare i vigneti e a «coltiva[re] la morta zolla e incenerita», alza timorosamente lo sguardo verso il vulcano portatore di morte: questo scenario di devastazione produce un voluto effetto di dissonanza con le bellezze naturali partenopee citate ai versi 266 e 267 (la costa dell'isola di Capri, il porto di Napoli e il sobborgo di Mergellina). Leopardi rileva che, malgrado siano passati secoli e secoli dalla distruzione di Pompei, la natura incombe sempre minacciosa, ignara delle sventure degli esseri umani: essa rimane sempre giovane e vitale («ognor verde»), anzi nelle sue azioni procede con una tale lentezza da sembrare immutabile. L'uomo, al contrario, è debole e fragile, ed è sopraffatto da un ineluttabile ciclo di corruzione e di morte: ciò malgrado, egli continua a credersi immortale («E l'uom d'eternità s'arroga il vanto», v. 296).
Nell'ultima strofa ritorna l'immagine iniziale della ginestra, che con i suoi cespugli profumati abbellisce quelle campagne desertificate. Anche questo umile fiore, afferma Leopardi, verrà presto sopraffatto dalla crudele potenza della lava in eruzione: egli, tuttavia, all'inesorabile sopraggiungere della colata mortale che lo inghiottirà piegherà il proprio stelo, senza opporre resistenza al peso della lava. Il poeta vede nella ginestra un simbolo del coraggio e della resistenza estrema di fronte a un destino inevitabile: a differenza dell'uomo, il fiore accetta con umiltà il suo tragico destino, senza viltà o folle superbia, e sopporta con dignità il male che gli «fu dato in sorte».

## Analisi
La ginestra risponde alla forma metrica della canzone. Il testo si compone di 317 versi, tra endecasillabi e settenari, ripartiti in sette strofe di lunghezza assai irregolare, ma comunque eccezionalmente estese.
L'intera composizione è caratterizzata da uno stile elevato e «sublime», sapientemente ottenuto dal Leopardi con l'uso assiduo di latinismi («arbor» per indicare pianta, «donna» in senso di padrona, «fortune» per dire sorti ...), con l'ampio ricorso a espressioni arcaiche ed auliche («Anco», v. 7; «erme contrade», v. 8, «cittade», v. 9) e con l'adozione di una sintassi particolarmente elaborata che si sviluppa su periodi lunghi e in prevalenza ipotattici. La ginestra, tuttavia, è anche una poderosa opera dal respiro titanico ed eroico, messo in risalto dall'impiego di termini che conferiscono grande carica emotiva al discorso poetico («formidabile», «fulminando», «sterminator», «furiosa», «minaccia», «ruina», «tonante») e dalla progressiva intensificazione del significato delle parole utilizzate dal poeta («schiaccia, diserta e copre», «confuse / e infranse e ricoperse»).
Speciale menzione merita la contrapposizione tra il desolato paesaggio vulcanico e il profumo della ginestra, esaltata anche grazie alla particolare tessitura fonica adottata da Leopardi: il fiore, infatti, è indicato da parole con suono dolce e musicale («dove tu siedi, o fior gentile... / ...al cielo / di dolcissimo odor mandi un profumo / che il deserto consola», vv. 34-37), mentre l'aridità del Vesuvio è espressa con parole aspre e spiacevoli («cosparsi», «ceneri», «ricoperti», «impietrata», «passi», «peregrin», «risona», «contorce», «serpe», «cavernoso»).

## Influssi
Nel 1946  Benedetto Croce scrisse il breve saggio intitolato '"La fine della civiltà", che viene paragonata a una ginestra che può essere spazzata via in qualsiasi momento. Sei anni prima aveva scritto della nuova barbarie, sempre proveniente dai Germani e dagli Unni, questa volta muniti delle più moderne tecnologie.